# فینال جام اتحادیه فوتبال انگلستان ۱۹۸۳
فینال جام اتحادیه فوتبال انگلستان ۱۹۸۳، رقابت پایانی جام اتحادیه فوتبال انگلستان در سال ۱۹۸۳ میلادی است که مابین دو تیم باشگاه فوتبال لیورپول و باشگاه فوتبال منچستر یونایتد در ورزشگاه ومبلی لندن برگزار شده‌است.
این مسابقه که در تاریخ ۲۶ مارس ۱۹۸۳ انجام شده‌است با نتیجه ۲ بر ۱ به سود تیم باشگاه فوتبال لیورپول به پایان رسید.